# Tossal del Pi (Os de Balaguer)
El Tossal del Pi és una muntanya de 492 metres que es troba al municipi d'Os de Balaguer, a la comarca catalana de la Noguera.